# Texas nella guerra di secessione americana
Allo scoppio della guerra di secessione americana lo stato del Texas proclamò la secessione dall'Unione e aderì alla Confederazione.
Durante la guerra il Texas, almeno fino al 1863 (quando l'esercito nordista prese il controllo del corso del fiume Mississippi per poi bloccare il porto di Galveston), fornì grandi quantità di soldati e rifornimenti all'esercito sudista.

## La secessione
Nel 1860, a seguito dell'elezione del presidente Abraham Lincoln (favorevole all'abolizione della schiavitù) l'opinione pubblica del profondo sud degli Stati Uniti (ovvero gli stati dalla Carolina del Sud fino al Texas) era maggiormente orientata alla secessione. Nel febbraio 1861 sei stati del sud avevano adottato un Decreto di secessione (Ordinance of Secession, un documento che formalmente sanciva la secessione dagli Stati Uniti).
Il 21 gennaio 1861 il governatore del Texas Sam Houston indisse una riunione del parlamento texano ad Austin e, dopo aver definito "sciagurata" l'elezione di Lincoln, cercò di evitare la secessione. Ciò nonostante il 1º febbraio il parlamento texano proclamò la secessione dall'Unione con una maggioranza di 166 a 7. Il 23 febbraio la decisione venne confermata da un referendum approvato con una maggioranza di 46.129 voti contro 14.697.
Venne dunque deciso di ritirare l'ordinanza del 4 luglio 1845 con la quale il Texas aveva ratificato l'annessione agli Stati Uniti aderendo alla sua Costituzione e vennero revocate le relazioni e gli obblighi nei confronti del governo federale.
Infine, venne deciso di nominare una delegazione che avrebbe rappresentato lo stato del Texas a Montgomery (Alabama) dove i rappresentanti degli altri sei stati secessionisti si stavano riunendo per formare la Confederazione.
Il governatore Houston accettò la secessione ma fece pressioni affinché il Texas tornasse a essere uno stato indipendente e neutrale. Il 16 marzo si tenne la cerimonia di giuramento di fedeltà alla confederazione. Houston si rifiutò per tre volte di giurare e venne dunque destituito.
Una volta destituito Houston, nell'inverno 1861, i rappresentanti delle contee del Texas adottarono con una maggioranza di 166 voti a 8 il Decreto di secessione. Venne inoltre approvata una dichiarazione che spiegava le cause della secessione tra cui: la solidarietà nei confronti degli sister slave-holding States, l'incapacità del governo federale di prevenire gli attacchi dei nativi americani e delle bande di fuorilegge. I politici del nord vennero accusati di abolizionismo e venivano proclamati i principi a giustificazioni dello schiavismo e della supremazia dei bianchi.

## La guerra di secessione
Dopo l'approvazione dell'ordinanza di secessione il governo del Texas nominò una Commissione di sicurezza pubblica per negoziare col governo federale il trasferimento delle installazioni e delle basi militari alla Confederazione.
Il generale unionista David E. Twiggs accettò di consegnare al governo texano le proprietà militari

### Reclutamento di truppe
Nel 1862 il Congresso confederato di Richmond approvò una legge che imponeva la coscrizione obbligatoria a tutti gli uomini di età compresa tra i 18 e i 45 anni (tranne sacerdoti, funzionari statali e locali e i proprietari di oltre 15 schiavi).
Oltre 70.000 texani – alcuni dei quali erano veterani della guerra messico-statunitense e della rivoluzione texana - servirono nell'esercito confederato ed i reggimenti texani combatterono in molte importanti battaglie della guerra.

### Battaglie in Texas
Durante la guerra sul territorio texano non vennero combattute molte battaglie. Tuttavia, a seguito dell'avanza dell'esercito nordista oltre il fiume Mississippi, i porti dello stato (così come quelli della Louisiana) furono teatro di molti tentativi di blocco da parte della marina unionista al fine d'impedire l'esportazione di cotone verso il Messico e l'Europa.

### L'occupazione
La marina nordista bloccò il porto principale dello stato, Galveston, per circa quattro anni ma, a parte tre mesi durante i quali la città venne conquistata dall'esercito nordista, i confederati ne mantennero il controllo. Ulteriori tentativi dei nordisti di occupare le città di Laredo, Sabine Pass e Corpus Christi non ebbero buon esito e alla fine della guerra civile neanche una porzione del territorio texano era nelle mani dell'Unione.
Nella primavera del 1865 in Texas erano presenti circa 60.000 soldati confederati sotto il comando del generale Edmund Kirby Smith. Quando alla fine di aprile si diffuse la notizia della resa del comandante sudista Robert E. Lee la maggior parte delle truppe abbandonarono le armi. Il 14 maggio ci furono episodi di ammutinamento a Galveston e alla fine del mese si erano moltiplicati i casi di saccheggi e assalti a negozi e proprietà governative.
Per evitare che la situazione precipitasse nel caos, il generale John Bankhead Magruder e Kirby Smith (che era già in contatto con il general maggiore nordista John Pope per negoziare i termini della resa) decisero di dichiarare disciolte le truppe del Texas.
L'esercito nordista arrivò in Texas il 19 giugno 1865 e il 25 giugno la bandiera a stelle e strisce sventolava su Austin.
Il presidente Andrew Johnson nominò Andrew J. Hamilton governatore provvisorio del Texas e concesse l'amnistia agli ex confederati che accettavano di sostenere l'Unione. 
I rappresentanti del Texas saranno tuttavia reintegrati nel Congresso degli Stati Uniti d'America solo il 30 marzo 1870.